# Hadesarchaea
A Hadesarchaea, korábbi nevén a dél-afrikai aranybányában talált egyéb Euryarchaea-csoport mély bányákban, hévforrásokban, tengeri üledékekben és egyéb föld alatti környezetekben talált termofil archeák csoportja.

## Nevezéktan
Eredeti nevük dél-afrikai aranybányában talált egyéb Euryarchaea-csoport (SAGMEG) volt első felfedezésük helye után. A Hadesarchaea nevet Baker et al. javasolták 2016-ban Hádész, az alvilág görög istene után.

## Filogenetika
Korábban a Hadesarchaea csak filogenetikai helyzete alapján volt ismert. 2016-ban metagenomikai teljes metagenom-szekvenálással lehetséges volt néhány közel teljes archeagenom összeállítása. A Hadesarchaea genomja közel 1,5 Mbp, 0,5 Mbp-ral kisebb a legtöbb archeáénál. Ezeket laboratóriumban nem sikerült még tenyészteni, de anyagcseréjük ismert a genomrekonstrukcióból. A Hadesarchaea metanogén ősből fejlődhetett más metanogén archeákhoz való genetikai hasonlóság alapján.

## Taxonómia
- Hadarchaeota Chuvochina et al. 2019 ["Hadesarchaeota" McGonigle et al. 2019; "Stygia" Adam et al. 2017][10][11][12][13]
  - Persephonarchaeia corrig. Mwirichia et al. 2016 (MSBL-1)
  - Hadarchaeia Chuvochina et al. 2019 ["Hadesarchaea" Baker et al. 2016] (SAGMEG)
    - Hadarchaeales Chuvochina et al. 2019
      - "Hadarchaeaceae" Chuvochina et al. 2019
        - Candidatus Hadarchaeum Chuvochina et al. 2019
          - Ca. H. yellowstonense Chuvochina et al. 2019

        - Candidatus Hadesarchaeum Hua et al. 2019
          - Ca. H. tengchongensis Hua et al. 2019

        - Candidatus Methanourarchaeum Hua et al. 2019
          - Ca. M. thermotelluricum Hua et al. 2019

## Élőhely és anyagcsere
Először egy dél-afrikai aranybányában fedezték fel mintegy 3 km mélységben, ahol külső oxigén vagy fény nélkül tudnak élni. Később megtalálták a White Oak folyó torkolatánál Észak-Karolinában, valamint a Yellowstone Nemzeti Park Alsó Culex-medencéjében. E területek hőmérséklete közel 70 °C, és erősen lúgosak. 16S rRNS-kutatások alapján ősi bányaterületek talajában is jelen lehetnek a németországi Keleti-Harz-régióban.
Megtalálták tengeri környezetben is. Ilyen területek például a hideg nedves területek a Dél-kínai-tengerben. A Hadesarchaea a terület domináns tagja, ahol gáz-hidrát-tartalmú üledékek vannak, ahol a biogeokémiai ciklusokban fontosak. Feltehetően a Hadesarchaea a szén-dioxid és a víz reakciójában fontos e környezetben. A Hadesarchaeát megtalálták tengerfenék alatti élőhelyeken a Guaymas-medence és a Sonora Margin területén a Kaliforniai-öböl körül.
In addition to being present in marine sediments, mines, and hot springs, Hadesarchaea has been identified in the gut microbiome of certain fish species. The freshwater pufferfish (Tetraodon cutcutia), native to India, Assam, Bihar, and West Bengal, was found to have Hadesarchaea present in their gut microbiome. Hadesarchaea was found to be in the second most abundant in the archaeal community of the freshwater pufferfish. This was found to be similar to community abundance found in the gut of carnivorous Salmon and herbivorous grass carp. While Hadesarchaea are found to be in such high abundance for these environments, it is not completely known how they influence the health and trophic level of these fish.
A Hadesarchaea az ismert archeák közt egyedi abban, hogy a szén-monoxidot és a vizet szén-dioxiddá és oxigénné alakítja hidrogén melléktermékkel. Metagenom-összeállított genomadatok (MAG) alapján rendelkezik a Wood–Ljungdahl-úthoz, a metanogenezishez és az alkánanyagcseréhez kapcsolódó génekkel. A Hadesarchaea-genomok rendelkezhetnek heterotróf módon cukrok és aminosavak anyagcseréjét, valamint nitrit ammóniumionná való redukcióját lehetővé tevő génekkel is. Ezenkívül fontosak jelentős geokémiai folyamatokban is.
Kis genomjuk miatt feltehetően a Hadesarchaea-genomok genom-áramvonalasításon estek át, feltehetően a tápanyag-korlátozás miatt.

## Fordítás
Ez a szócikk részben vagy egészben  a   Hadesarchaea című angol Wikipédia-szócikk ezen változatának fordításán alapul.  Az eredeti cikk szerkesztőit annak laptörténete sorolja fel. Ez a jelzés csupán a megfogalmazás eredetét és a szerzői jogokat jelzi, nem szolgál a cikkben szereplő információk forrásmegjelöléseként.